# 希薇亞·普拉斯
希薇亞·普拉斯（英语：Sylvia Plath，1932年10月27日—1963年2月11日），生于美国波士顿牙买加平原区，兒童作家出身的美國天才詩人、小說家及短篇故事作家。

## 简介
普拉斯生於1932年10月27日的波士頓牙買加平原社區。母親歐蕾莉亞·蕭柏·普拉斯（Aurelia Schober Plath，1906–1994）為奧地利裔, 父親奧圖·普拉斯（Otto Plath，1885–1940）為德國血統，身為波士頓大學的生物學教授及昆蟲學家。有弟弟華倫（Warren）出生於1935年4月27日。

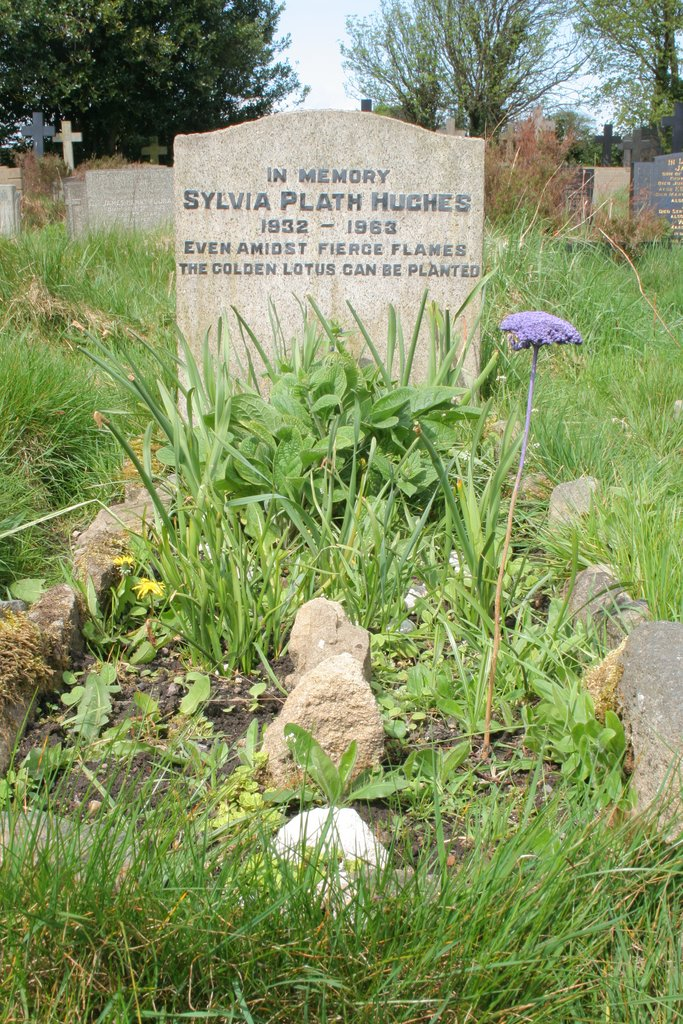
希薇亞的墳墓

除了較為著名的詩作外，普拉斯也以筆名Victoria Lucas創作了傳記小說《鐘形罩》，書中主角，聰慧、有抱負的史密斯學院學生艾瑟·葛林伍德，便是普拉斯的化身，後於紐約時尚雜誌實習期間，展開了一段精神崩潰的歷程，正如同普拉斯在《Mademoiselle》雜誌工作時，經歷心理掙扎、自殺未遂的過程。
她在成年後的大半人生歲月中，均遭憂鬱症纏身。1963年2月11日，因将头和身子伸入加热的烤箱中自殺身亡（但在她過世數年前就已多次自殺未遂），享年30歲。
普拉斯与女性文学天才安妮·塞克斯頓并称，被公認是自白詩重要的推動者之一。

## 作品

### 诗歌集
- 《普拉斯的精华等（英语：The Colossus and Other Poems）》（1960年）
- 《普拉斯的美人鱼（英语：Ariel (book)）》（1965年）
- 《三位女子的心灵独白》（Three Women: A Monologue for Three Voices ，1968年）
- 《渡湖》（Crossing the Water，1971年）
- 《冬之树》（Winter Trees，1971年）
- 《诗集》（The Collected Poems，1981年）
- 《普拉斯精选》（Selected Poems，1985年）
- 《普拉斯：诗歌天地》（Plath: Poems，1998年）
- 《普拉斯的书海》（Sylvia Plath Reads，2000年）

### 散文及小说
- 《鐘形罩》（1963年）
  - 普拉斯的半自传体小说，笔名 Victoria Lucas。
- 《普拉斯的家书（英语：Letters Home: Correspondence 1950–1963）》（1975年）
- 《约翰尼·派尼克与梦想天堂（英语：Johnny Panic and the Bible of Dreams）》（1977年）
- 《普拉斯的旅程》（The Journals of Sylvia Plath ，1982年）
- 《魔镜》（The Magic Mirror，1989年）
- 《完整版的普拉斯旅程》（The Unabridged Journals of Sylvia Plath，2000年）

### 儿童文学
- 《枕边童话》（The Bed Book，1976年）
- 《不合时宜》（The It-Doesn't-Matter-Suit，1996年）
- 《普拉斯的童话选集》（Collected Children's Stories，2001年）
- 《切丽夫人的厨房》（Mrs. Cherry's Kitchen，2001年）